# Zsil-völgyi magyar sajtó
Zsil-völgyi magyar sajtó – Gyökerei a 19. század utolsó harmadára nyúlnak vissza, amikor Nagy Miklós 1887-ben Zsilvölgy címmel próbálja meg egy helyi lap alapköveit lerakni. A kísérlet eredménye akkor mindössze egy szám, amely a vidék bőséges földrajzi leírásával inkább útikönyvnek tekinthető. Valóságos periodika már az 1909-ben Fabritzky Antal által indított Zsilvölgye c. politikai, társadalmi és gazdasági hetilap, amelyben az akkor felfejlődő bányavidék mindennapjainak eseményei mellett a helyi tollforgatók (Blaskó Mária, Havadi Barnabás, Kassay Tibor, Kiss Kálmán, Medgyessy György, Sugár Béla) írásai mellett Bangha Béla, Gáspár Imre, Madespach Viktor, Prohászka Ottokár, Rudnyánszky Gyula nevével is találkozhatott az olvasó. Nem sokkal az első világháború kitörése után, az 1914. augusztus 23-i számmal szűnt meg.

## A két világháború közt
Az 1918-as hatalomváltozás után először Gál Ferenc indított rövid életű hetilapot Zsilvölgyi Hírlap címmel; 1922 októbere és 1923 augusztusa között jelent meg, szerzői között Brázay Emil, Győri Illés István, Keresztury Sándor, Kőváry Béla, Molnár Sándor, Pakocs Károly, Serestély Béla, Wass Albert neve az ismertebb.
Ezt követte a Zsil-völgye leghosszabb életű lapja, a Zsilvölgyi Napló (alcíme szerint társadalmi és szépirodalmi hetilap). 1924 márciusában indult, első szerkesztőként Evien Eugen neve szerepel rajta (ő a szerkesztője az 1925–26-ban ugyancsak Petrozsényben kiadott Bicsérdyzmus c. lapnak is), majd 1929 májusától Molnár Sándor szerkeszti egészen a megszűnésig, 1942. szeptember 30-ig (1938-tól, a helységnevek magyar írásmódját betiltó rendelkezések után Napló címmel). Munkatársainak köre természetszerűen befogja a vidék íróit, tollforgatóit (Fáskerti Tibor, Fekete Tivadar, Franyó Zoltán, Lévai Lajos, Ormos Iván, Serestély Béla, Szombati-Szabó István, Tarnóczi Lajos), de találkozunk benne távolabbról jöttekkel (Holló Ernő, Számadó Ernő, Walter Gyula) s az akkor már Erdély-szerte ismertekkel: Áprily Lajos, Bartalis János, Krenner Miklós, Molter Károly, Reményik Sándor, Tompa László is. 1931/46. számában a szerkesztő A romániai magyar kisebbségi hetilapok és szerkesztőinek [!] arcképcsarnoka címmel nagyobb összeállítást közöl, amelyben a Bukaresti Magyarság és Magyar Kurír, a Csíki Lapok, a Dévai Újság, a máramarosszigeti Független Újság és Máramaros, a székelyudvarhelyi Hargita és Székely Közélet, a Nagykárolyban megjelenő Északnyugati Újság és Nagykároly és Vidéke és Szatmármegyei Közlöny, a szatmári Hétfői Friss Újság és Népszava, a Hunyadmegyei Hírek, a Krassószörényi Lapok, a dicsőszentmártoni Küküllő, a Nagybánya, a kézdivásárhelyi Székelyföld, a gyergyószentmiklósi Székely Szó, a zilahi Szilágyság, a Szilágysomlyó mutatkozik be.
1930 karácsonyára a lap Lyra címmel önálló mellékletet adott ki, amelyben több, az olvasók által már ismert író, költő mellett Babits Mihály, Fodor József, Juhász Gyula, Kardos László, Kemény Simon, Kodolányi János, Oláh Gábor, Szabó Lőrinc verseivel-prózájával kedveskedett olvasóinak.
A Zsil-völgyében – rövid időre – Mitterhber Rezső Zsilvölgyi Magyarsága (1926. december – 1927. július) is próbált magának olvasóközönséget toborozni; hasábjain az erdélyi magyar irodalom akkor már ismertebb nevei (Csergő Tamás, Finta Gerő, Gyallay Pap Domokos, Zsögön Zoltán) mellett Móricz Zsigmond-novellával is találkozunk (minden bizonnyal átvételben). Megszűnte után – több sikerrel – egy másik hetilap is indult: a Vámos Leó szerkesztette Petrozsényi Újság, amely 1933-tól egészen 1940-ig (közben már 1936-tól A Mi Megyénk címet felvéve) jelentett konkurenciát Molnár Sándor lapjának.
A bányavidékre került magyarság lelki gondozására – a maguk tevékenységi körében – az egyházak is gondoltak: Fülöp Kálmán már 1919-ben megindította a Zsilvölgyi Katholikus Tudósítót (megjelent 1922-ig), Horváth Jenő aninószai református missziós lelkész pedig 1932–38 között Egyház és Misszió, 1938–39-ben Ige címmel eleinte körlevél formájában adott ki havilapot. Nyomot hagyott maga után egy, a Zsil-völgyében megfordult magyar színtársulat is: igazgatója, Gáspár Jenő és társai, Mihályi Károly és Horváth Viktor 1924-ben jelentették meg Színházi Élet c. műsorlapjukat.
Érdekes színfoltja volt az egész romániai magyar sajtónak a romániai művezetők országos nyugdíjegyesületének itt kiadott hivatalos közlönye, a kétnyelvű Conducător Tehnic – Művezető, amely Schreiber Árpád szerkesztésében 1928-ban indult és különböző szerkesztőváltozásokkal, folyamatosan jelent meg 1936-ig.

## 1989 után
A Zsilvölgyi Napló megszűnése után több mint fél évszázadon át semmiféle magyar nyelvű lapja nem volt a bányavidéknek. Az idetelepült nagyszámú – főképp a szénbányákban megélhetést találó – magyar munkásság a magyar iskolák fokozatos felszámolása nyomán magyar művelődési lehetőség nélkül maradt, csak az 1989-es változás után jelentkeznek olyan kísérletek, amelyek az ide is eljutó – egyre szerényebb példányszámú – országos magyar sajtó mellett helyi igényeket próbálnak kielégíteni. A Zsil-völgye magyarságának napi problémái a változás utáni első években megjelentek már a Déván 1990-ben indított, Gáspár Ildikó szerkesztette rövid életű Hunyad Megyei Hírlap, illetve 1994-től a Corvin Magazin támogatásával, K. Barra Réka szerkesztésében megjelenő Hunyadvármegye oldalain, majd akadt egy vállalkozó, aki a Matinal c. független román napilapban önálló magyar nyelvű oldalt kínált olvasóinak. A hetenként megjelenő magyar oldalt Liszka József, Sinka Judit, Biró Etelka, Baboczi Imre, Krausz Erika és Dézsi Attila szerkesztették.